# Sebastian Berhalter
Sebastian Berhalter (Londra, 10 maggio 2001) è un calciatore statunitense, centrocampista dei Vancouver Whitecaps.

## Biografia
Anche suo padre Gregg, oggi allenatore, in passato è stato un calciatore.

## Carriera

### Club
Cresciuto nel settore giovanile del Columbus Crew, ha esordito in prima squadra il 12 luglio 2020 disputando l'incontro di MLS vinto 0-4 contro il FC Cincinnati.

### Nazionale
Ha giocato nella nazionale statunitense Under-17.
Nel maggio 2025, in vista delle amichevoli di giugno, viene convocato per la prima volta dal CT Mauricio Pochettino in nazionale maggiore, con cui ha esordito il 10 giugno del medesimo anno nell'amichevole persa 0-4 in casa contro la Svizzera.

## Statistiche

### Presenze e reti nei club
Statistiche aggiornate al 29 giugno 2025.
| Stagione                      | Squadra                       | Campionato                    | Campionato | Campionato | Coppe nazionali | Coppe nazionali | Coppe nazionali | Coppe continentali | Coppe continentali | Coppe continentali | Altre coppe | Altre coppe | Altre coppe | Totale | Totale |
| Stagione                      | Squadra                       | Comp                          | Pres       | Reti       | Comp            | Pres            | Reti            | Comp               | Pres               | Reti               | Comp        | Pres        | Reti        | Pres   | Reti   |
| ----------------------------- | ----------------------------- | ----------------------------- | ---------- | ---------- | --------------- | --------------- | --------------- | ------------------ | ------------------ | ------------------ | ----------- | ----------- | ----------- | ------ | ------ |
| 2020                          | Columbus Crew                 | MLS                           | 6          | 0          |                 | -               | -               |                    | -                  | -                  | MISB        | 3           | 0           | 9      | 0      |
| 2021                          | Austin FC                     | MLS                           | 18         | 0          |                 | -               | -               |                    | -                  | -                  |             | -           | -           | 18     | 0      |
| 2022                          | Vancouver Whitecaps           | MLS                           | 18         | 0          | CC              | 2               | 0               |                    | -                  | -                  |             | -           | -           | 20     | 0      |
| 2023                          | Vancouver Whitecaps           | MLS                           | 28+1       | 2          | CC              | 2               | 0               | CCL                | 4                  | 0                  | LC          | 2           | 0           | 37     | 2      |
| 2024                          | Vancouver Whitecaps           | MLS                           | 31+4       | 2          | CC              | 5               | 0               | CCC                | 2                  | 0                  | LC          | 3           | 1           | 45     | 3      |
| 2025                          | Vancouver Whitecaps           | MLS                           | 18         | 2          | CC              | 2               | 0               | CCC                | 8                  | 3                  | LC          | 0           | 0           | 28     | 4      |
| Totale Vancouver Whitecaps FC | Totale Vancouver Whitecaps FC | Totale Vancouver Whitecaps FC | 95+5       | 6          |                 | 11              | 0               |                    | 14                 | 3                  |             | 5           | 1           | 130    | 9      |
| Totale carriera               | Totale carriera               | Totale carriera               | 124        | 6          |                 | 11              | 0               |                    | 14                 | 3                  |             | 8           | 1           | 157    | 9      |

### Cronologia presenze e reti in nazionale
| Cronologia completa delle presenze e delle reti in nazionale ― Stati Uniti | Cronologia completa delle presenze e delle reti in nazionale ― Stati Uniti | Cronologia completa delle presenze e delle reti in nazionale ― Stati Uniti | Cronologia completa delle presenze e delle reti in nazionale ― Stati Uniti | Cronologia completa delle presenze e delle reti in nazionale ― Stati Uniti | Cronologia completa delle presenze e delle reti in nazionale ― Stati Uniti | Cronologia completa delle presenze e delle reti in nazionale ― Stati Uniti | Cronologia completa delle presenze e delle reti in nazionale ― Stati Uniti |
| Data                                                                       | Città                                                                      | In casa                                                                    | Risultato                                                                  | Ospiti                                                                     | Competizione                                                               | Reti                                                                       | Note                                                                       |
| -------------------------------------------------------------------------- | -------------------------------------------------------------------------- | -------------------------------------------------------------------------- | -------------------------------------------------------------------------- | -------------------------------------------------------------------------- | -------------------------------------------------------------------------- | -------------------------------------------------------------------------- | -------------------------------------------------------------------------- |
| 10-6-2025                                                                  | Nashville                                                                  | Stati Uniti                                                                | 0 – 4                                                                      | Svizzera                                                                   | Amichevole                                                                 | -                                                                          | 75’                                                                        |
| 15-6-2025                                                                  | San Jose                                                                   | Stati Uniti                                                                | 5 – 0                                                                      | Trinidad e Tobago                                                          | Gold Cup 2025 - 1º turno                                                   | -                                                                          |                                                                            |
| 19-6-2025                                                                  | Austin                                                                     | Arabia Saudita                                                             | 0 – 1                                                                      | Stati Uniti                                                                | Gold Cup 2025 - 1º turno                                                   | -                                                                          | 90’                                                                        |
| 29-6-2025                                                                  | Minneapolis                                                                | Stati Uniti                                                                | 2 – 2 (4 – 3 dtr)                                                          | Costa Rica                                                                 | Gold Cup 2025 - Quarti di finale                                           | -                                                                          |                                                                            |
| 2-7-2025                                                                   | St. Louis                                                                  | Stati Uniti                                                                | 2 – 1                                                                      | Guatemala                                                                  | Gold Cup 2025 - Semifinale                                                 | -                                                                          |                                                                            |
| 6-7-2025                                                                   | Houston                                                                    | Stati Uniti                                                                | 1 – 2                                                                      | Messico                                                                    | Gold Cup 2025 - Finale                                                     | -                                                                          |                                                                            |
| Totale                                                                     |                                                                            | Presenze                                                                   | 6                                                                          |                                                                            | Reti                                                                       | 0                                                                          |                                                                            |

## Palmarès

### Club

#### Competizioni nazionali
- Campionato MLS: 1

Columbus Crew: 2020
- Canadian Championship: 2

Vancouver Whitecaps:  2023, 2024